# Ginoza
Ginoza (宜野座村?) è un villaggio giapponese della prefettura di Okinawa.